# غاري موليجان
غاري موليجان (بالإنجليزية: Gary Mulligan)‏ (23 أبريل 1985 بدبلن في جمهورية أيرلندا - ) هو لاعب كرة قدم أيرلندي في مركز الهجوم. شارك مع منتخب جمهورية أيرلندا تحت 21 سنة لكرة القدم. أما مع النوادي، فقد لعب مع بورت فايل وروشدين ودايموندز وشيفيلد يونايتد ونادي غيلينغهام ووولفرهامبتون واندررز ونادي كيترينغ تاون ونادي غيتزهد وBrackley Town F.C. ‏ ونادي نورثامبتون تاون وDunstable Town F.C. ‏.

## وصلات خارجية
- غاري موليجان على موقع قاعدة بيانات كرة القدم.إي يو (الإنجليزية)
- غاري موليجان على موقع Soccerbase.com (لاعب) (الإنجليزية)
- غاري موليجان على موقع Soccerway.com (الإنجليزية)
- غاري موليجان على موقع عالم كرة القدم.نت (الإنجليزية)